# New York school of photography
La New York school of photography  è identificata da Jane Livingston  come "un gruppo di fotografi vagamente definito che visse e lavorò a New York negli anni '30, '40 e '50" e che, sebbene non fosse incline a impegnarsi in qualsiasi gruppo o convinzione, "ha condiviso una serie di influenze, ipotesi estetiche, soggetti e segni stilistici". Livingston scrive che il loro lavoro è stato segnato dall'umanesimo, da uno stile risoluto, da tecniche fotogiornalistiche, dall'influenza del noir cinematografico e dai fotografi Lewis Hine, Walker Evans e Henri Cartier-Bresson; e che evitava "la descrittiva aneddotica della maggior parte del fotogiornalismo" e l'egoismo della pittura d'azione americana, e in effetti era notevolmente influenzato dalla pittura contemporanea o dal design grafico (anche se alcuni dei suoi esponenti ne avevano esperienza diretta).  Livingston seleziona come esponenti chiave della scuola di fotografia di New York Diane Arbus, Richard Avedon, Alexey Brodovitch, Ted Croner, Bruce Davidson, Don Donaghy, Louis Faurer, Robert Frank, Sid Grossman, William Klein, Saul Leiter, Leon Levinstein, Helen Levitt, Lisette Model, David Vestal e Weegee.
Altri fotografi che si dicono associati alla scuola di New York sono Ian Conner, Morris Engel, Harold Feinstein, Ernst Haas  Arthur Leipzig, Ruth Orkin, Walter Rosenblum, Louis Stettner, Garry Winogrand  e Max Yavno.
Livingston sostiene che i fattori che hanno dato origine a una scuola di New York includevano la convinzione che l'arte, e in particolare la fotografia, potessero essere utilizzate per migliorare le condizioni delle classi lavoratrici, la Photo League, la presenza locale di uffici editoriali di un'ampia varietà di immagini riviste, spazi espositivi (alcuni dei quali a volte mostravano stampe fotografiche), uno sfondo di visione di film, immigrazione o soggiorno in Europa.
L'idea di una scuola di fotografia di New York non è universalmente accettata. Nonostante l'inclusione di un numero di fotografi selezionati,  Livingston nella mostra del Jewish Museum del 2002 a New York: Capital of Photography, Max Kozloff sembra evitare il termine nel suo testo dettagliato per il libro  che accompagnava la mostra. Per quanto riguarda coloro che usano il termine, Evan Sklar afferma che "Critici e curatori discutono ancora esattamente chi e che cosa costituisse quella che viene spesso definita la New York School of Photography, che è associato ad immagini di grande serietà prodotte nei decenni successivi alla seconda guerra mondiale da una piccola banda di fotografi il cui soggetto era nominalmente la città stessa ".